# Rafael Franco Reyes
Rafael Franco Reyes (Catamarca, Argentina, 17 de junio de 1923 - La Coruña, España, 15 de octubre de 1997) fue un futbolista y entrenador argentino. Jugaba como delantero.

## Trayectoria

### Como jugador
Tras jugar en Newell's Old Boys, Chacarita Juniors, River Plate, Nacional y CD Marte, es fichado por el Deportivo La Coruña en agosto de 1948. Franco consigue el subcampeonato de liga en la temporada 1949-50. Con Scopelli formaría parte de la famosa "Orquesta Canaro". Posteriormente jugaría para el Real Valladolid, Racing de Ferrol, para finalmente retirarse en el Estoril Praia.

### Como entrenador
Llegó a Venezuela finales de los años 50 a jugar y dirigir en el fútbol caraqueño donde dirigió a Catalonia, La Salle, Deportivo Galicia, Litoral, Unión Deportiva Canarias, y posteriormente al Portuguesa. Dirigió a la selección de fútbol de Venezuela en los IX Juegos Centroamericanos y del Caribe, así como en las eliminatorias mundialistas de Inglaterra 1966 y México 1970, y la Copa América Uruguay 1967.
Creó una escuela de futbolistas y fue presidente de la Asociación de entrenadores de Venezuela, así como profesor de técnica y táctica. Posteriormente volvería a España entrenando al Ciudadela y en la temporada 1971-72 dirigió al Racing de Ferrol, descendiendo al equipo a tercera división.
En octubre de 1997, antes del inicio del encuentro que enfrentó a Deportivo y Celta (1-1) en el Estadio Municipal de Riazor, se guardó un minuto de silencio en memoria de Rafael Franco, que había fallecido esos días. Le recordaban aquella noche por tanto dos equipos de los que había vestido sus camisetas.